# Heber J. Grant
Heber Jeddy Grant, född 22 november 1856 i Salt Lake City, död 14 maj 1945 i Salt Lake City, var den sjunde presidenten för Jesu Kristi Kyrka av Sista Dagars Heliga åren 1918-1945.
Grant var den första av kyrkans presidenter som inte känt dess grundare Joseph Smith. Han var också den som var president längst under 1900-talet.
Hans far, Jedediah M. Grant, var rådgivare i första presidentskapet åt kyrkans dåvarande president Brigham Young, samt Salt Lake Citys förste borgmästare. Fadern dog dock när Grant var nio dagar gammal och han uppfostrades av sin mor. Han gifte sig med sin första fru, Lucy Stringham, 1877. Han gifte sig med ytterligare två kvinnor 1884 och var den sista av kyrkans presidenter att utöva månggifte.
Grant blev vigd som medlem i prästämbetet Sjuttio 1871, vid femton års ålder och blev vigd som apostel och medlem av de tolv apostlarnas kvorum 1882. 1901 åkte han till Japan där han grundade och ledde kyrkans japanska mission fram till 1903. 1903-1905 ledde han kyrkans mission i Europa. 1916 blev han president över de tolv apostlarnas kvorum och 1918 blev han kyrkans president. Under sin tid som president genomförde han vissa reformer för att minska antagonismen mellan kyrkans medlemmar och regeringen. Kyrkan organiserade även sitt socialhjälpsprogram under hans presidentskap.
Grant dog 1945 och efterträddes som president av George Albert Smith.